# Armadillidium rhodopinum
Armadillidium rhodopinum is een pissebed uit de familie Armadillidiidae. De wetenschappelijke naam van de soort is voor het eerst geldig gepubliceerd in 1936 door Verhoeff.